# Ivan Fiolić
Ivan Fiolić (Zagabria, 29 aprile 1996) è un calciatore croato, centrocampista dell'HNK Gorica.

## Carriera

### Club
Il 1º luglio 2015 viene acquistato a titolo definitivo dal Lokomotiva Zagabria. Il 28 agosto 2018 viene raggiunto l'accordo per il suo passaggio a titolo definitivo per 2,5 milioni di euro alla squadra belga del Genk. Il 16 luglio 2021 si accasa nell'Osijek firmando un contratto triennale.

## Statistiche

### Cronologia presenze e reti in nazionale
| Cronologia completa delle presenze e delle reti in nazionale ― Croazia under 21 | Cronologia completa delle presenze e delle reti in nazionale ― Croazia under 21 | Cronologia completa delle presenze e delle reti in nazionale ― Croazia under 21 | Cronologia completa delle presenze e delle reti in nazionale ― Croazia under 21 | Cronologia completa delle presenze e delle reti in nazionale ― Croazia under 21 | Cronologia completa delle presenze e delle reti in nazionale ― Croazia under 21 | Cronologia completa delle presenze e delle reti in nazionale ― Croazia under 21 | Cronologia completa delle presenze e delle reti in nazionale ― Croazia under 21 |
| Data                                                                            | Città                                                                           | In casa                                                                         | Risultato                                                                       | Ospiti                                                                          | Competizione                                                                    | Reti                                                                            | Note                                                                            |
| ------------------------------------------------------------------------------- | ------------------------------------------------------------------------------- | ------------------------------------------------------------------------------- | ------------------------------------------------------------------------------- | ------------------------------------------------------------------------------- | ------------------------------------------------------------------------------- | ------------------------------------------------------------------------------- | ------------------------------------------------------------------------------- |
| 11-11-2015                                                                      | Sebenico                                                                        | Croazia under 21                                                                | 4 – 0                                                                           | San Marino under 21                                                             | Qual. Europeo Under-21 2017                                                     | -                                                                               | 75’                                                                             |
| 24-3-2016                                                                       | Burgos                                                                          | Spagna under 21                                                                 | 0 – 3                                                                           | Croazia under 21                                                                | Qual. Europeo Under-21 2017                                                     | -                                                                               | 90+4’                                                                           |
| 28-3-2016                                                                       | Zaprešić                                                                        | Croazia under 21                                                                | 2 – 1                                                                           | Estonia under 21                                                                | Qual. Europeo Under-21 2017                                                     | -                                                                               | 46’                                                                             |
| 23-3-2017                                                                       | Nedelišće                                                                       | Croazia under 21                                                                | 3 – 0                                                                           | Slovenia under 21                                                               | Amichevole                                                                      | -                                                                               | 61’                                                                             |
| 23-3-2018                                                                       | Opava                                                                           | Rep. Ceca under 21                                                              | 2 – 1                                                                           | Croazia under 21                                                                | Qual. Europeo Under-21 2019                                                     | -                                                                               | 83’                                                                             |
| 27-3-2018                                                                       | Velika Gorica                                                                   | Croazia under 21                                                                | 4 – 0                                                                           | Moldavia under 21                                                               | Qual. Europeo Under-21 2019                                                     | -                                                                               | 13’                                                                             |
| 10-9-2018                                                                       | Hrodna                                                                          | Bielorussia under 21                                                            | 0 – 4                                                                           | Croazia under 21                                                                | Qual. Europeo Under-21 2019                                                     | -                                                                               | 89’                                                                             |
| 12-10-2018                                                                      | Pola                                                                            | Croazia under 21                                                                | 2 – 0                                                                           | Grecia under 21                                                                 | Qual. Europeo Under-21 2019                                                     | -                                                                               | 78’ 84’                                                                         |
| 15-10-2018                                                                      | Serravalle                                                                      | San Marino under 21                                                             | 0 – 4                                                                           | Croazia under 21                                                                | Qual. Europeo Under-21 2019                                                     | -                                                                               | 64’                                                                             |
| Totale                                                                          |                                                                                 | Presenze                                                                        | 9                                                                               |                                                                                 | Reti                                                                            | 0                                                                               |                                                                                 |

## Palmarès

### Club

#### Competizioni nazionali
- Campionato croato: 3

Dinamo Zagabria: 2013-2014, 2014-2015, 2017-2018
- Coppa di Croazia: 2

Dinamo Zagabria: 2014-2015, 2017-2018
- Campionato belga: 1

Genk: 2018-2019
- Coppa di Polonia: 1

KS Cracovia:2019-2020
- Supercoppa di Polonia: 1

KS Cracovia: 2020